# Артиллерийское орудие
Артиллерийское орудие — разновидность коллективного огнестрельного и иного (например парового) ствольного оружия калибром более 20 мм.
Как правило, это коллективный тип оружия, и он непригоден для транспортирования силами одного человека на поле боя. Артиллерийское орудие предназначено для метания снарядов (мин), уничтожения укреплений (оборонительных сооружений), вооружений и военной техники и подавления живой силы, огневых средств противника, и выполнения других аналогичных задач на суше, на море и в воздухе. Артиллерийское орудие — мощная тепловая машина, использующая энергию пороховых газов, давление которых составляет 300—400 МПа, а температура достигает 3000°С. В современной литературе также применяются словосочетания артиллерийский комплекс или артиллерийская система (артсистема), которые представляют помимо орудия, то есть средство для выстрела (пушка, гаубица, миномёт, и так далее), собой комплекс (систему) состоящий из боевых припасов, базы (лафет), средств транспортировки (носитель), зарядки (заправки), наблюдения (разведки, сопровождения), технического обслуживания и ремонта. 

## Классификация
Принцип действия у любых артиллерийских орудий одинаков: снаряд, предназначенный для поражения противника и его материальной части, выталкивается, как правило, из ствола посредством силы давления от расширяющихся пороховых газов, образующихся при сгорании метательного заряда. Но также возможно применение и иных способов разгона и метания артиллерийским орудием снарядов:
- давлением от расширяющегося сверхвысокотемпературного пара в паровой пушке,
- в рельсотроне разгоном снаряда магнитным полем, бегущим вдоль рельс в стволе рельсотрона.

Артиллерийские орудия имеют многообразную классификацию по самым различным признакам.

Разрез корабельного орудия
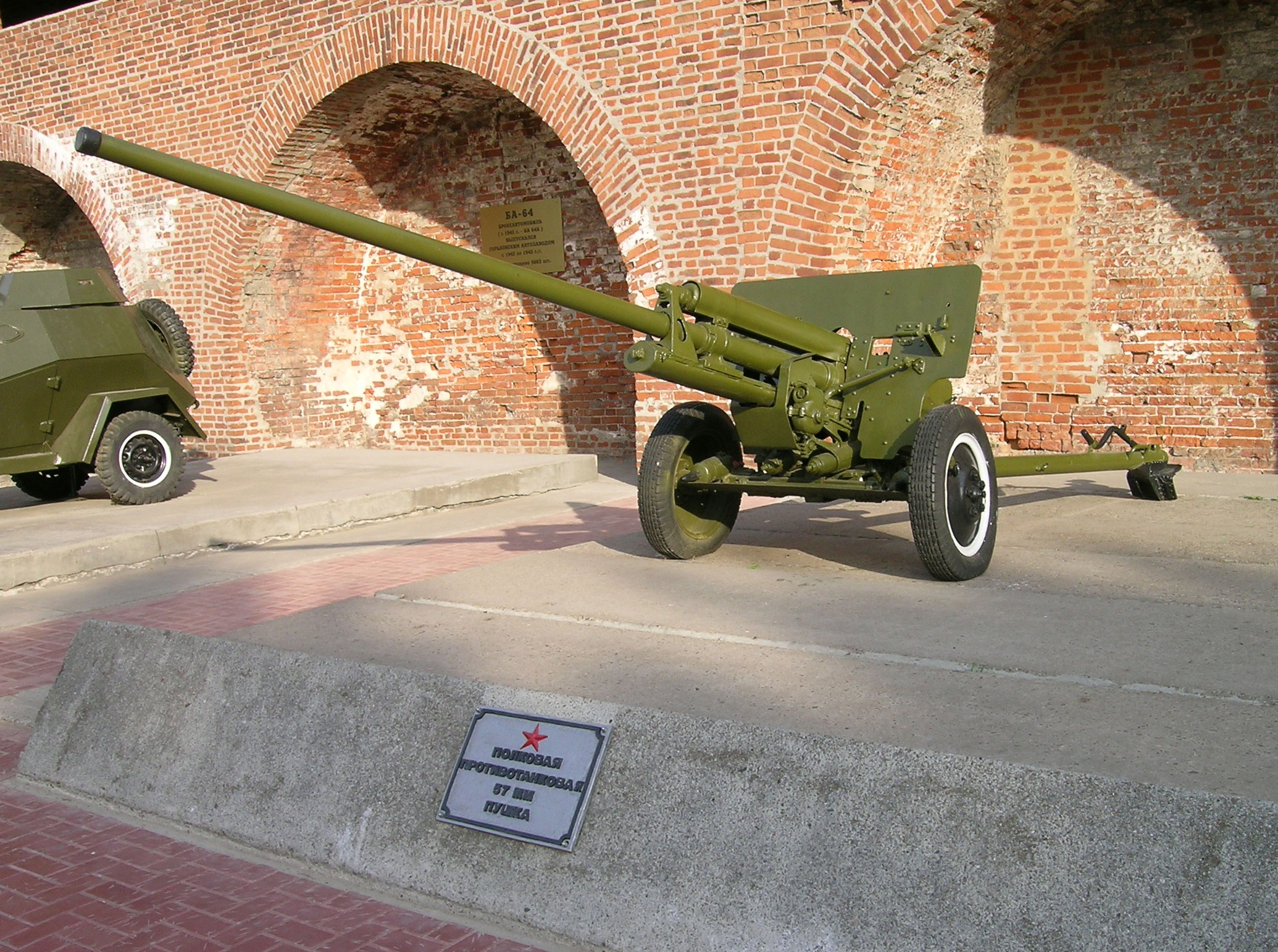
Противотанковая 57-мм пушка ЗИС-2 в Нижегородском Кремле
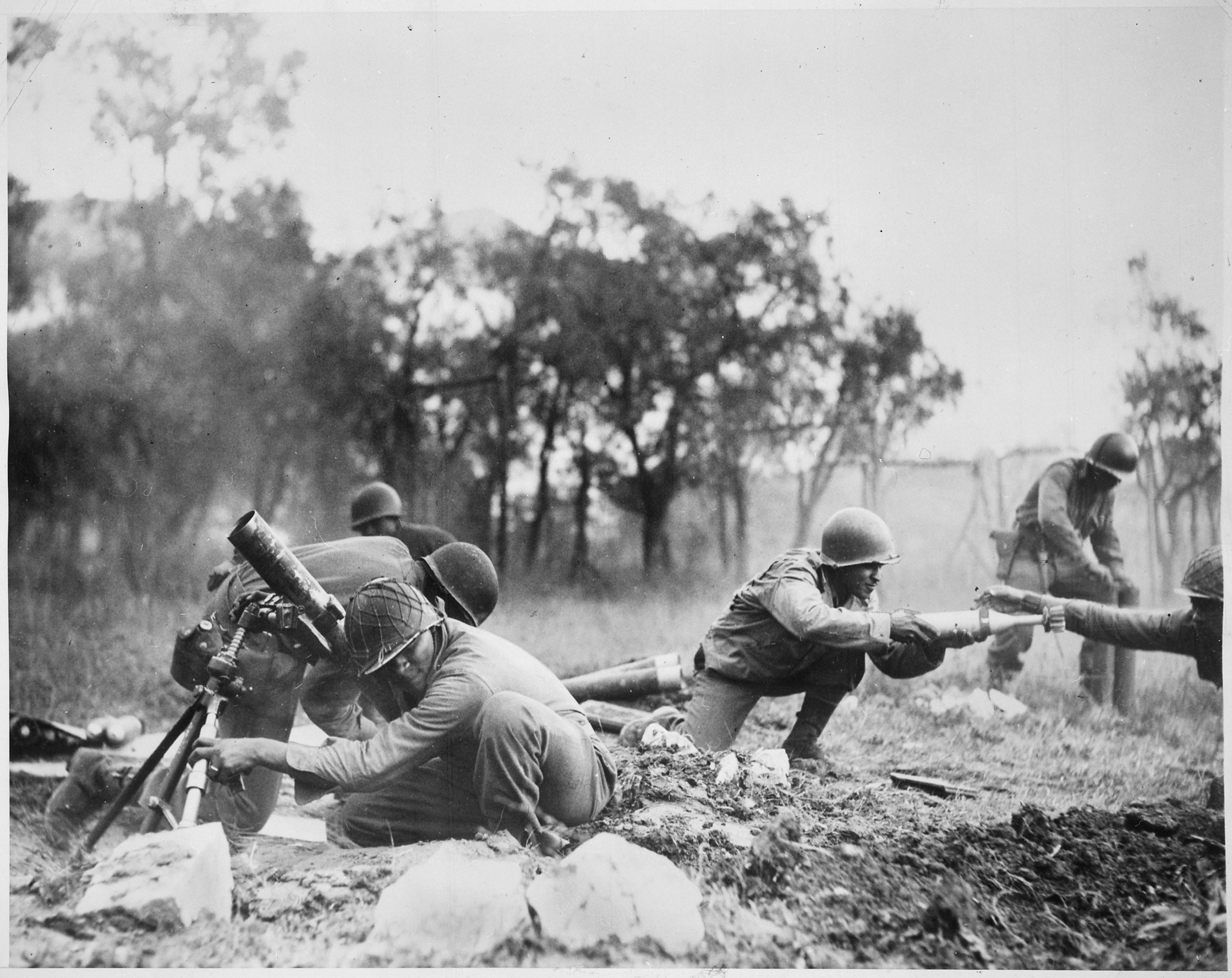
81-мм миномёт в Италии 1944 (en:M1 Mortar)
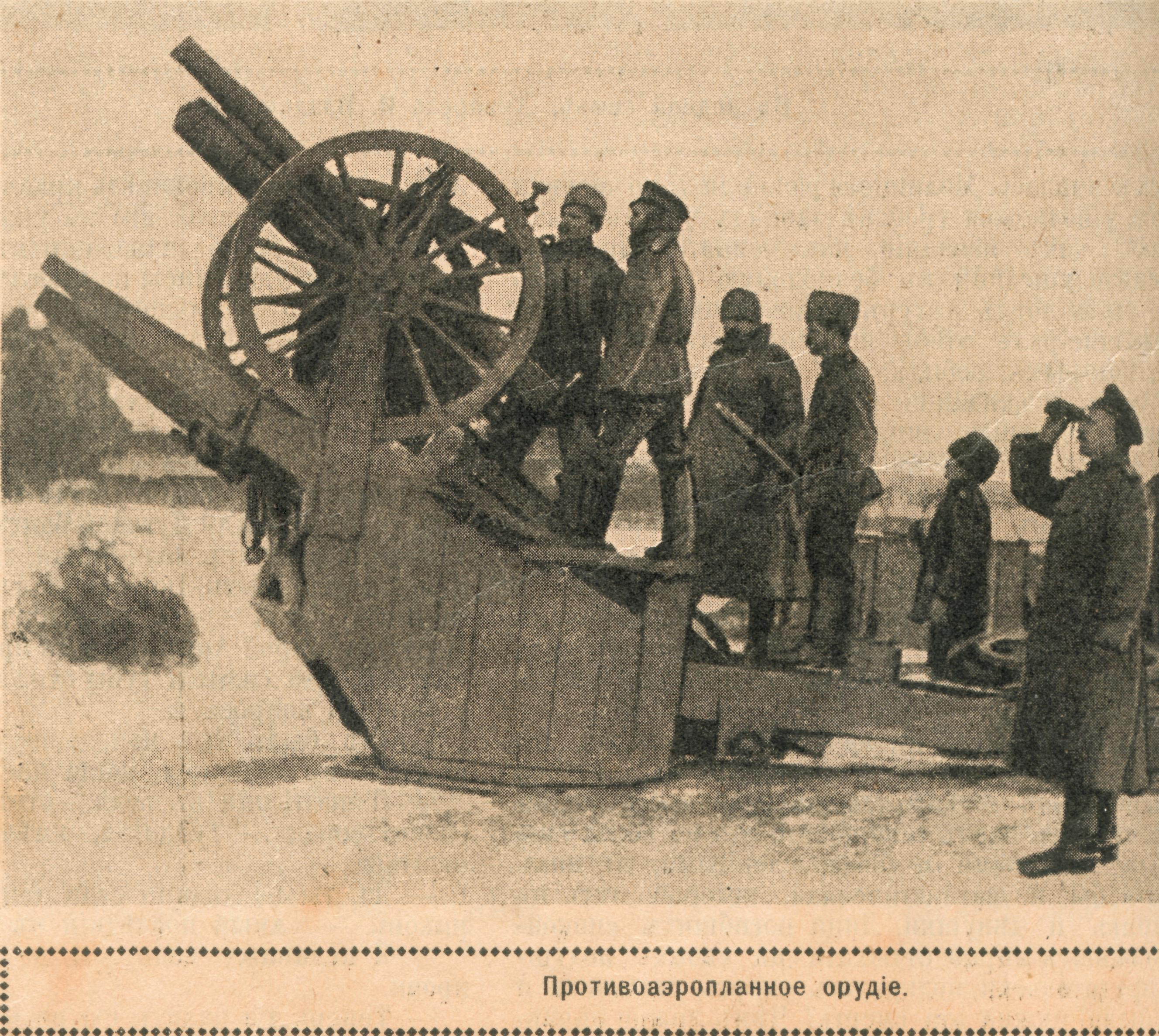
Русское противоаэропланное орудие 1916 (76-мм дивизионная пушка образца 1902 года)
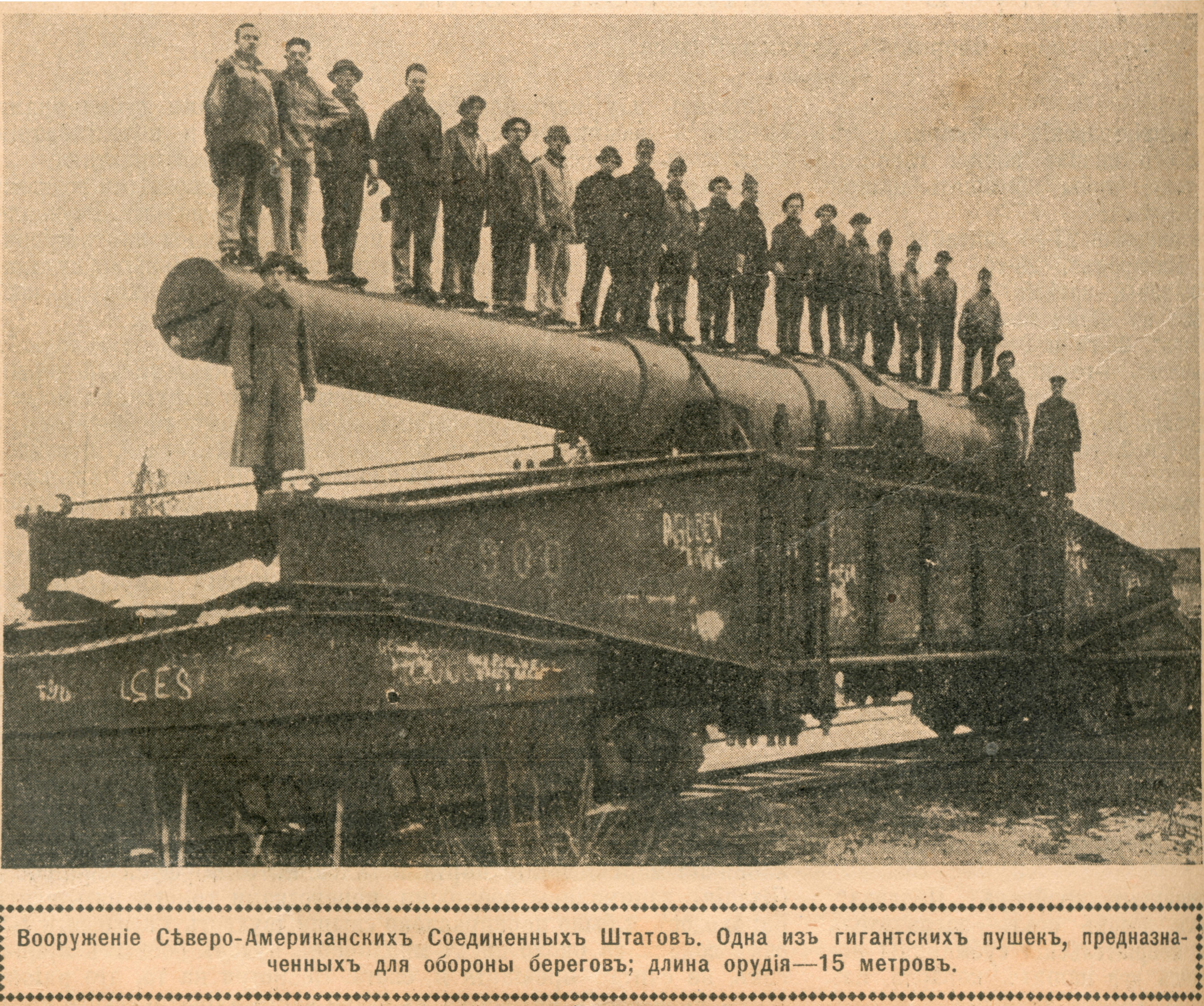
Орудие береговой обороны США. 1916
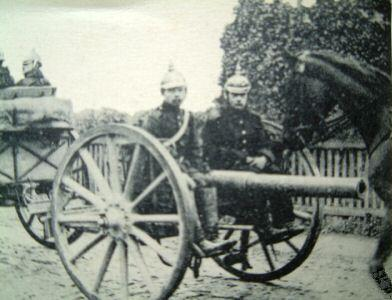
Немецкое буксируемое орудие ПМВ

## Основные боевые свойства
Артиллерийские орудие включает следующие боевые свойства: могущество снарядов, точность стрельбы, дальнобойность, скорострельность, манёвренность (быстрота открытия огня), подвижность на поле боя и при транспортировании, надёжность и простота обслуживания.

## Краткая классификация артиллерийских орудий

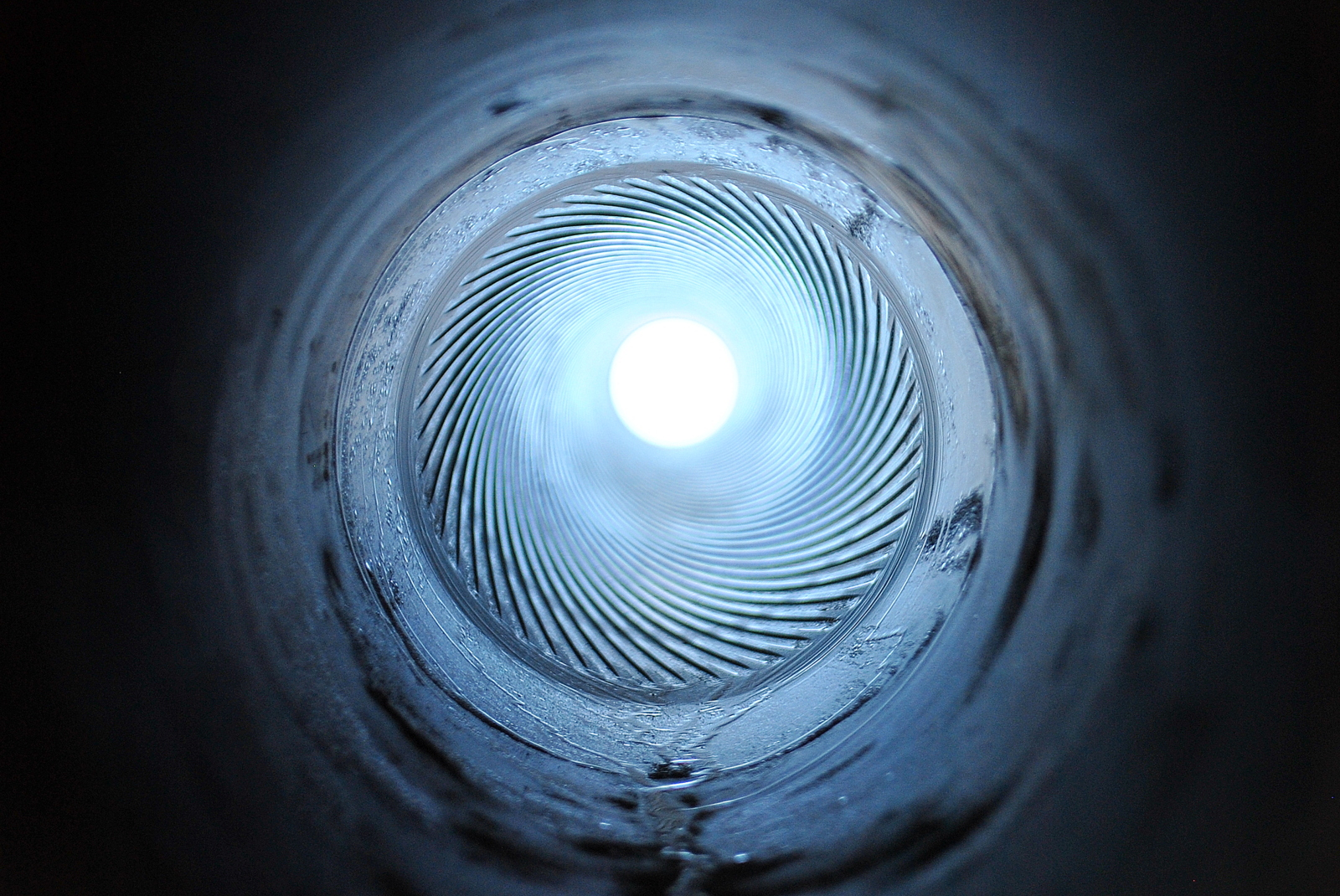
Нарезной ствол орудия.

### По конструктивным особенностям
- Ствольная артиллерия:
  - Пушка
  - Бомбарда
  - Пушка-гаубица
  - Гаубица
  - Мортира
  - Мортира-миномёт
  - Миномёт
  - Безоткатное орудие
- Реактивная артиллерия

В Русских гвардии и армии, во времена А. В. Суворова орудие — Гармата.

### По боевому назначению
- Противотанковое орудие
- Зенитное орудие
- Орудие береговой обороны
- Полевое орудие
- Крепостное орудие

### По сочетанию тактико-технического назначения и базовой боевой платформы
- Танковое орудие
- Корабельное орудие
- Авиационное орудие
- Железнодорожное орудие
- САУ

### По калибру или мощности
- Малокалиберное орудие (также легкое орудие) — от 20 до 57 мм;
- Орудие среднего калибра — от 57 до 152 мм;
- Крупнокалиберное орудие — от 152 до 210 мм;
- Орудие особой мощности — более 210 мм.

### По организационной структуре
- Ротное орудие
- Батальонное орудие
- Полковое орудие
- Дивизионное орудие
- Корпусное орудие

### По способу заряжания
- Орудие раздельного заряжания
  - Картузное орудие
- Орудие с унитарным выстрелом

- Дульнозарядное орудие
- Казнозарядное орудие

### По действию механизма заряжания
- Автоматическое орудие
- Полуавтоматическое орудие
- Неавтоматическое орудие

### По конструкции прицела
- Орудие с независимой линией прицеливания
- Орудие с полузависимой линией прицеливания
- Орудие с зависимой линией прицеливания

### По устройству канала ствола
- Орудие нарезное
- Орудие гладкоствольное

### По способу передвижения
- Орудие буксируемое (БО)
- Орудие самодвижущееся (СДО)
- Орудие самоходное (СО, САУ)
- Орудие танковое
- Орудие возимое
- Орудие носимое